# Émetteur de Wiederau

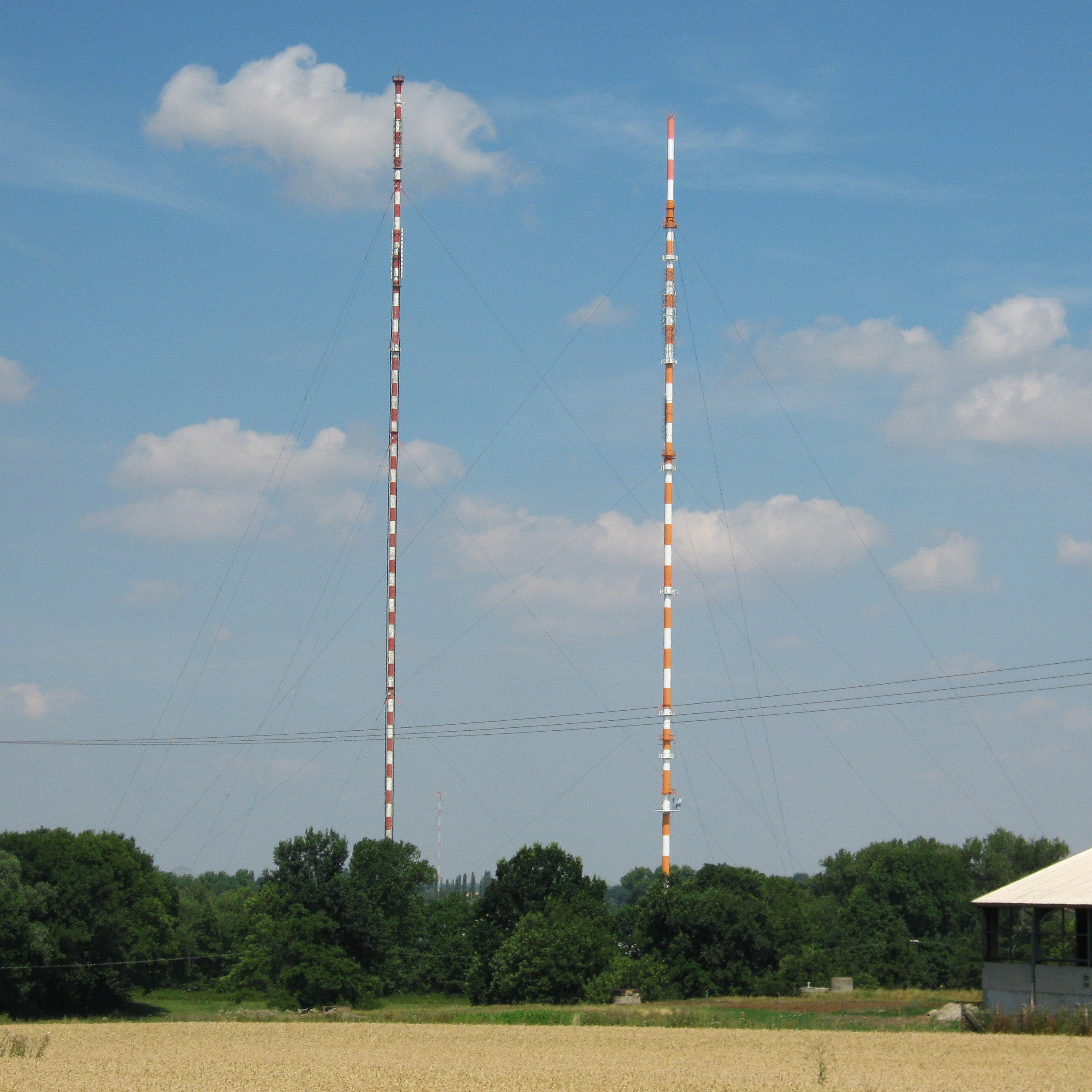

L'émetteur de Wiederau est une station d'émission fondée en 1932 pour les ondes moyennes, la TV et les ondes ultracourtes. Il est situé à Wiederau, en Saxe, Allemagne.

## Description
Jusqu'en octobre 1953, une tour en bois avec une hauteur de 150 mètres était utilisée. Elle a été remplacée par un mât de 156 mètres de haut en acier qui est isolé de la terre. Dans les années suivantes ce mât, J1-mast, a été rendu plus haut pour atteindre 236 mètres. Il a été équipé d'antennes pour ondes ultracourtes et TV. En outre il y avait d'autres antennes dans Wiederau, comme une antenne triangulaire de secteur pour les ondes moyennes et courtes. 
Aujourd'hui l'émetteur de Wiederau, propriété de Deutsche Telekom, est utilisé sur 783 kilohertz avec 100 kilowatts et les autres programmes dans les ondes ultracourtes sont transmis. Plusieurs programmes en ondes ultracourtes et de TV des compagnies de radiodiffusion privées sont transmis de Wiederau.